# Alopecosa solivaga
Alopecosa solivaga este o specie de păianjeni din genul Alopecosa, familia Lycosidae. A fost descrisă pentru prima dată de Kulczynski, 1901.

## Subspecii
Această specie cuprinde următoarele subspecii:
- A. s. annulata
- A. s. borea
- A. s. katunjica
- A. s. lineata